# Paul Russell (duchowny)
Paul Fitzpatrick Russell (ur. 2 maja 1959 w Greenfield) – amerykański duchowny katolicki, nuncjusz apostolski, biskup pomocniczy archidiecezji Detroit od 2022, arcybiskup ad personam.

## Życiorys
Święcenia kapłańskie przyjął 20 czerwca 1987 z rąk kardynała Bernarda Law i został inkardynowany do archidiecezji bostońskiej. W 1993 rozpoczął przygotowanie do służby dyplomatycznej na Papieskiej Akademii Kościelnej. Uzyskał doktorat z prawa kanonicznego.
W 1997 rozpoczął służbę w dyplomacji watykańskiej pracując kolejno jako sekretarz nuncjatur: w Etiopii (1997–2000), w Turcji (2000–2002) i w Szwajcarii (2002–2005). W latach 2005–2008 był sekretarzem, a następnie radcą nuncjatury apostolskiej w Nigerii.
W 2008 został chargés d’affaires w Tajpej kierującym nuncjaturą apostolską w Chinach.
19 marca 2016 papież Franciszek mianował go nuncjuszem apostolskim w Turcji i Turkmenistanie oraz biskupem tytularnym Novi. Sakry udzielił mu 3 czerwca 2016 metropolita bostoński – kardynał Seán O’Malley. 7 kwietnia 2018 został jednocześnie akredytowany w Azerbejdżanie.
23 maja 2022 został mianowany biskupem pomocniczym archidiecezji Detroit zachowując tytuł arcybiskupa ad personam. 